# Фальшива личина
Фальшива личина — кримінальний трилер 2009 року.

## Сюжет
Бажаючи змінити спосіб життя після розставання з дружиною, доктор Нік Пінтер стає співробітником благодійної місії «Лікарі без кордонів». Доля закинула його до Болгарії і тепер його життя повне важливих і цікавих подій. Перевірки на блок-постах солдатами-хабарниками з російського контингенту. Прийом пологів у засунутому богом з очей подалі селі. Нехитрі застілля із задоволеними родичами. Нічні гонки по Софії на напіврозвалених «жигулях». Ще Нік повинен відвідувати світські раути і, розповідаючи про труднощі роботи і бідах місцевих жителів, вибивати сльози. 